# ماتيوس بوريللي
ماتيوس بوريللي هو لاعب كرة قدم برازيلي في مركز الوسط، ولد في 19 أكتوبر 1993 في البرازيل. لعب مع نادي ريو برانكو.

## وصلات خارجية
- ماتيوس بوريللي على موقع قاعدة بيانات كرة القدم.إي يو (الإنجليزية)
- ماتيوس بوريللي على موقع Soccerway.com (الإنجليزية)